# 雷諾 (喬治亞州)
雷諾（英語：Reno）是位於美國喬治亞州格雷迪縣的一個非建制地區。該地的面積和人口皆未知。

## 地理
雷諾的座標為30°46′26″N 84°17′32″W / 30.77389°N 84.29222°W，而該地的平均海拔高度為83米（即272英尺）。